# Lapitaichthys
Lapitaichthys is een monotypisch geslacht van straalvinnige vissen uit de familie van naaldvissen (Bythitidae).

## Soort
- Lapitaichthys frickei Schwarzhans & Møller, 2007